# Romanos IV Diogenes
Romanos IV Diogenes (tiếng Hy Lạp cổ: Ρωμανός Δʹ Διογένης, Rōmanós IV Diogénēs; khoảng 1030 – 1072), là một thành viên thuộc tầng lớp vũ huân quý tộc kết hôn với vị hoàng hậu góa bụa Eudokia Makrembolitissa, đã đăng quang ngôi Hoàng đế Đông La Mã và trị vì từ năm 1068 đến năm 1071. Dưới triều đại của mình, ông đã cố gắng ngăn ngừa sự suy sụp của quân đội Đông La Mã và chặn đứng làn sóng xâm nhập của người Thổ vào trong lãnh thổ Đế quốc Đông La Mã, nhưng bản thân thì bị bắt sống và toàn quân đại bại trong trận kịch chiến ở Manzikert. Đương khi đang chịu cảnh tù đày thì ông bị phế truất trong cuộc chính biến cung đình, đến khi được thả thì nhanh chóng bị các thành viên của gia tộc Doukas đánh bại và cầm tù. Năm 1072, Romanos bị chọc mù mắt rồi tống vào một tu viện và ít lâu sau thì qua đời vì vết thương tái phát.

## Nối ngôi
Romanos Diogenes là con của Konstantinos Diogenes và là thành viên thuộc dòng tộc Cappadocia có tiếng quyền thế trong nước, có mối liên hệ đến sự khai sinh ra hầu hết giới quý tộc thuộc dòng dõi danh gia vọng tộc ở Tiểu Á. Mẫu thân là con gái của Basil Argyros, em của hoàng đế Romanos III. Can đảm và hào phóng, nhưng cũng bốc đồng, Romanos nổi tiếng trong quân đội do tài năng quân sự của mình và từng phụng sự vùng biên cương sông Danube. Thế nhưng, ông lại bị triều đình kết án có mưu đồ chiếm đoạt ngôi vị đồng hoàng đế từ các con của Konstantinos X Doukas vào năm 1067.  Trong khi chờ đợi lời phán quyết từ thái hậu nhiếp chính Eudokia Makrembolitissa, thì bà đã triệu tập ông tới ngay trước mặt và nói rằng bà đã xá tội cho ông và còn có ý định tiến xa hơn tới mức chọn ông làm chồng và người giám hộ cho con trai mình với tư cách là hoàng đế. Sở dĩ bà làm như vậy chủ yếu là do mối bận tâm trong lòng với mong muốn tìm kiếm một đức lang quân có thế lực, bằng không bà có thể dễ bị mất chức nhiếp chính vào tay một tên quý tộc vô lương tâm nào đó, và cũng vì bà say mê đắm đuối trước một Romanos có tiếng tăm. Quyết định của bà được chấp thuận với ít lời phản đối ngay khi người Thổ Seljuk đã tràn ngập khắp vùng Cappadocia và thậm chí còn chiếm được trọng trấn Caesarea, hàm ý rằng quân đội cần phải được đặt dưới sự chỉ huy của một vị tướng tài ba và tràn trề sinh lực.
Vấn đề ở chỗ Romanos và Eudokia muốn làm cho xong kế hoạch này chỉ ngặt một nỗi là người chồng quá cố của Eudokia, Konstantinos X trước lúc lâm chung, đã buộc bà lập lời thề không bao giờ tái hôn. Bà liền đến gặp Thượng phụ Ioannes Xiphilinos và thuyết phục ông đến mức trao cả lời thề viết tay mà bà đã ký kết có hiệu lực, và bắt ông phải tuyên bố là mình ủng hộ cuộc hôn nhân thứ hai vì lợi ích của quốc gia. Viện Nguyên lão sau cùng đành phải tán thành chuyện này, và vào ngày 1 tháng 1 năm 1068 Romanos đã làm lễ thành hôn với thái hậu và lên ngôi Hoàng đế La Mã.

## Chinh phạt người Thổ

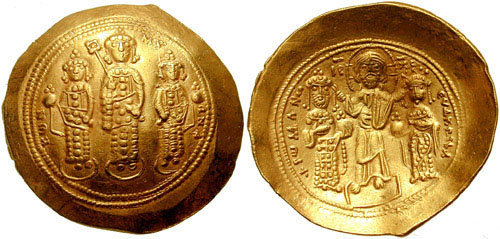
Đồng xu vàng histamenon của Romanos IV: Mikhael VII Doukas bên cạnh hai người em Andronikos và Konstantios ở mặt trên, Romanos IV và Eudokia Makrembolitissa được Chúa Kitô đội vương miện ở mặt trái.

Romanos IV giờ đã là hoàng đế bề trên và người giám hộ cho mấy đứa con riêng cũng là đồng hoàng đế Mikhael VII, Konstantios Doukas và Andronikos Doukas. Tuy vậy, vụ nối ngôi của ông và sự chống đối không chỉ đến từ phía dòng họ Doukas, nhất là Caesar, Ioannes Doukas người đứng đầu phe đối lập gồm toàn các quan viên trong triều đình của Romanos, mà còn có cả nhóm Cấm quân Varangia, đã công khai bày tỏ sự bất mãn của họ trước cuộc hôn nhân của Eudokia. Romanos đành phải quyết định thực thi quyền hành bằng cách đặt mình trở thành người đứng đầu quân đội, do vậy đã tập trung sự chú ý của toàn thể triều đình vào cuộc chiến chống lại người Thổ.
Đến năm 1067, người Thổ đã lần lượt xâm lấn vào các xứ Lưỡng Hà, Melitene, Syria, Cilicia và Cappadocia, lên đến đỉnh điểm là vụ đốt phá thành Caesarea và cướp bóc nhà thờ St Basil. Mùa đông năm đó họ còn đóng quân trên vùng biên cương của đế chế và chờ đợi cho mùa chiến dịch chinh phạt của năm tiếp theo. Romanos tự tin vào ưu thế bày binh bố trận của quân Đông La Mã, coi người Thổ chẳng khác gì đám cướp nhỏ nhoi sẽ tháo chạy ngay lần đụng độ đầu tiên. Ông chưa tính đến thực trạng thoái hóa của quân đội Đông La Mã, vốn đã bị các tiên đế bỏ mặc trong nhiều năm trời, nhất là Konstantios X. Lực lượng của ông, chủ yếu gồm toàn đám lính đánh thuê dân Slavonia, Armenia, Bulgaria và Frank với tính vô kỷ luật, vô tổ chức và thiếu sự phối hợp, và ông chưa sẵn sàng dành thời gian vào việc nâng cấp vũ khí, áo giáp, hay chiến thuật của một đội quân Đông La Mã khiếp nhược. Người ta đã sớm nhận thấy rằng trong khi Romanos sở hữu tài năng quân sự thì tính bốc đồng của ông lại là một khuyết điểm chí mạng.

### Chiến dịch năm 1068
Các chiến dịch quân sự đầu tiên của Romanos đã đạt tới mức thành công, củng cố thêm nhận định của ông về kết quả của cuộc chiến. Antiochia bị đặt vào trong tay của người Saracen xứ Aleppo nhờ sự trợ giúp của quân Thổ, đã bắt đầu cố chiếm lại tỉnh Syria của Đông La Mã.  Romanos bắt đầu hành quân đến vùng biên cương phía đông nam của đế quốc để đối phó với mối đe dọa này, nhưng khi tiến về phía Lykandos thì nhận được tin rằng một đạo quân Seljuk đã xâm nhập vào miền Pontus và cướp bóc Neocaesarea. Hoàng đế tức tốc tuyển chọn một toán lính nhỏ cơ động và mau chóng vượt qua Sebaste và ngọn núi Tephrike để giao tranh với quân Thổ trên đường, buộc họ phải ngưng cướp phá và thả tù binh ra, dù có một số lượng lớn binh lính Thổ đã trốn thoát.
Trên đường trở lại phía nam, Romanos tái gia nhập vào đoàn quân chủ lực, và vẫn tiếp tục băng qua vùng đèo núi Taurus tới miền bắc Germanicia và tiến hành xâm lược Tiểu vương quốc Aleppo.  Romanos chiếm được Hierapolis mà ông vừa gia cố nhằm tăng cường việc phòng vệ chống lại sự xâm nhập ngày càng nhiều vào các tỉnh phía đông nam của đế chế. Hoàng đế còn giao chiến với người Saracen xứ Aleppo nhưng không bên nào giành được chiến thắng quyết định. Vì mùa chiến dịch sắp gần kế thúc, Romanos đã quay lại miền bắc qua Alexandretta và hẻm núi Cilicia để đến Podandos. Tại đây ông được báo cho hay về một cuộc đột kích của Seljuk vào Tiểu Á mà họ đã đốt phá Amorium nhưng trở về cứ địa quá nhanh đến nỗi Romanos khó mà đuổi kịp. Cuối cùng ông cũng đặt chân về đến Constantinopolis vào tháng 1 năm 1069.

### Chiến dịch năm 1069

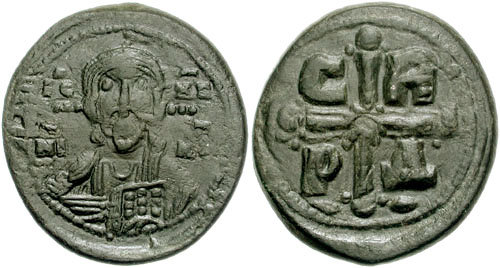
Đồng xu follis của Romanos IV. Mặt chính cho thấy Chúa Kitô Pantokrator, trong khi mặt còn lại có hình cây thánh giá chia làm bốn phần với các chữ cái CΒΡΔ thể hiện câu châm ngôn Σταυρὲ σου βοήθει Ρωμανόν δεσπότην ("Cây Thánh giá của Ngài phò trợ Chúa thượng Romanos").

Những kế hoạch dành cho cuộc chinh phạt vào năm sau lúc đầu rối bời lên bởi một cuộc nổi loạn của đám lính đánh thuê Norman của Romanos, Robert Crispin, kẻ cầm đầu toán quân người Frank về vấn đề lương bổng của đế chế. Có thể là do Romanos đã mấy lần không chịu trả lương cho họ, họ đã bắt đầu cướp bóc các vùng quê gần nơi đóng quân tại Edessa, và tấn công những viên quan thu thuế của triều đình. Dù cho Crispin đã bị bắt và đày đến Abydos, binh sĩ người Frank vẫn tiếp tục tàn phá Armeniac thema một thời gian. Trong khi đó, vùng đất xung quanh Caesarea lại một lần nữa bị người Thổ tràn qua, buộc Romanos phải dành khoảng thời gian quý báu và năng lượng để đánh đuổi người Thổ ra khỏi xứ Cappadocia. Không hy vọng vào việc khởi đầu một chiến dịch riêng biệt, hoàng đế liền ra lệnh hành hình tất cả các tù binh, ngay cả một viên thủ lĩnh Seljuk đã đề nghị trả một khoản tiền chuộc lớn nhằm đổi lấy mạng mình. Sau khi yên định được tỉnh này rồi, Romanos bèn hành quân theo hướng Euphrates qua ngõ Melitene, và vượt sông tại Romanopolis, với hy vọng đánh chiếm Akhlat nằm trên bờ hồ Van và do đó bảo vệ được tuyến biên giới Armenia.
Romanos tự đặt mình vào vị trí thống lĩnh một đạo quân trọng yếu và bắt đầu tiến binh về phía Akhlat, để lại phần lớn quân đội dưới sự chỉ huy của Philaretos Brachamios phụng mệnh trấn giữ vùng biên cương Lưỡng Hà.  Philaretos đã sớm bị quân Thổ đánh bại và cướp phá Iconium buộc Romanos phải từ bỏ kế hoạch của mình và trở về Sebaste. Ông mới hạ lệnh cho viên Dux thành Antiochia chiếm giữ ngọn đèo tại Mopsuestia, trong khi cố gắng dồn người Thổ về Heracleia. Quân Thổ mau chóng bị bao vây tại miền núi Cilicia, nhưng họ lại thoát được đến Aleppo sau khi từ bỏ việc cướp bóc. Romanos một lần nữa lại quay trở về Constantinopolis mà không có được chiến thắng lớn lao nào như ông mong đợi.

## Chỉnh đốn lại triều chính
Romanos kẹt lại ở Constantinopolis vào năm 1070, trong lúc ông đang bận xử lý nhiều vấn đề về hành chính chưa giải quyết xong, bao gồm cả sự kiện thành Bari sắp sửa rơi vào trong tay người Norman. Họ đã tiến hành bao vây tòa thành này kể từ năm 1068, nhưng Romanos phải tốn đến hai năm trời mới dám phản công. Ông ra lệnh điều một hạm đội tới giải vây, có đầy đủ quân lính và đồ tiếp tế để họ có thể trụ vững được lâu hơn nữa. Thế nhưng hạm đội này đã bị đội chiến thuyền của quân Norman dưới sự chỉ huy của Roger, em trai Robert Guiscard chặn đứng và đánh bại, buộc các tiền đồn cuối cùng còn lại của triều đình Đông La Mã ở nước Ý phải đầu hàng vào ngày 15 tháng 4 năm 1071.
Vào lúc này, Romanos đang tiến hành một số cải cách gây mất lòng dân ngay tại quê nhà. Ông giảm rất nhiều chi tiêu công không cần thiết cho các loại nghi lễ cung đình và tân trang kinh đô. Ông còn giảm bớt số tiền lương phải trả cho giới quý tộc cung đình, cũng như làm giảm lợi nhuận của các nhà buôn. Mối bận tâm với quân đội của Romanos đã đánh mất sự ủng hộ của các thống đốc tỉnh và giới chức quân sự, vì ông cương quyết sao cho họ không dám lạm dụng quyền hành, nhất là qua hành vi tham nhũng. Thêm vào đó nhóm lính đánh thuê hết sức bất mãn trước Hoàng đế vì phải thực thi nhiều kỷ luật cần thiết. Romanos lại còn làm mất lòng tin của đám dân thường vì ông bỏ mặc việc chiều lòng họ bằng những trò chơi tại trường đua ngựa, hay không giảm bớt gánh nặng của những người nông dân tại các tỉnh. Tất cả mối ác cảm này đều tạo điều kiện cho những thế lực thù địch vùng dậy chống lại hoàng đế một khi thời cơ đến.
Tuy vậy, hoàng đế không lúc nào quên được mục tiêu chính ngay trước mắt là người Thổ. Khó có thể ngự giá thân chinh, ông bèn giao phó quan quân lại cho một trong những viên tướng dưới quyền là Manuel Komnenos, cháu của tiên đế Isaakios I và là anh của tân đế Alexios. Ông tìm cách giao chiến với quân Thổ trên chiến trường, nhưng đã bị một viên tướng Thổ tên Khroudj đánh bại và bắt làm tù binh. Manuel cố sức thuyết phục Khroudj đến Constantinopolis triều kiến Romanos nhằm sự liên minh giữa đôi bên được sớm hoàn thành. Động thái này đã thúc đẩy Sultan của Seljuk Alp Arslan đưa quân tiến công vào Đế quốc Đông La Mã, vây đánh các trọng trấn Manzikert và Archesh của họ. Romanos bù lại đưa ra lời đề nghị chính thức đổi Manzikert và Archesh để lấy Hieropolis ở Syria, mà Romanos đã chiếm ba năm về trước.

## Thảm bại Manzikert

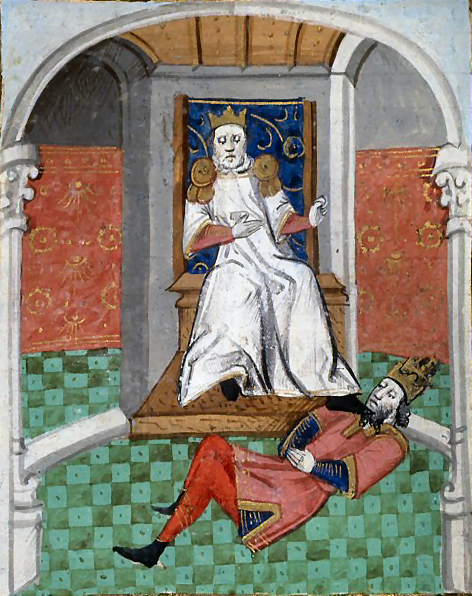
Alp Arslan đang làm nhục Hoàng đế Romanos IV. Từ bản dịch tiếng Pháp có tranh minh họa thế kỷ 15 De Casibus Virorum Illustrium của Boccaccio.

Đầu mùa xuân năm 1071,  trong lúc tiến hành đàm phán với Alp Arslan qua ngã Manzikert, Romanos vội cầm đầu một đạo quân lớn với mục đích khôi phục các trọng trấn. Quân đội Đông La Mã đã sớm gặp phải vấn đề nghiêm trọng về kỷ luật, binh lính thường xuyên cướp bóc khu vực xung quanh nơi đóng quân hàng đêm của họ. Khi Romanos cố thi hành một số kỷ luật nghiêm ngặt, một trung đoàn toàn lính đánh thuê người Đức liền nổi loạn ngay lập tức, mà hoàng đế chỉ nắm được quyền kiểm soát với nỗi vất vả nhọc nhằn.
Tin rằng Alp Arslan chưa đến được Manzikert, hoàng đế đã quyết định chia quân mình thành hai cánh. Một cánh do ông cử đến tấn công Akhlat mà lúc đó đang là cứ điểm của người Thổ. Cánh còn lại do đích thân Romanos thống lĩnh đại quân tiền hô hậu ủng tràn đến Manzikert chẳng mấy chốc sẽ bị bắt trở lại. Ngay lúc ấy đội cấm vệ của ông đụng phải một đạo quân Seljuk đang trên đường gấp rút đi đến Manzikert. Romanos bèn hạ lệnh cho lực lượng đang tấn công Akhlat tái nhập vào đại quân của ông, nhưng cánh quân này bất ngờ bắt gặp phải một đạo quân lớn của người Thổ, buộc họ phải rút trở về Lưỡng Hà. Trước thế mạnh này, toàn quân của Romanos ngày càng suy yếu hơn nữa khi nhóm lính đánh thuê Uzes bỏ chạy sang hàng ngũ quân Thổ.
Arslan chẳng muốn giao tranh với quân Đông La Mã, vì vậy ông bèn đề xuất một hòa ước với các điều kiện thuận lợi cho Romanos. Hoàng đế vì nóng lòng muốn giành lấy chiến thắng quân sự quyết định nên từ chối thẳng thừng, và cả hai đạo quân sửa soạn cho một trận đánh đẫm máu, diễn ra vào ngày 26 tháng 8 năm 1071. Cuộc chiến kéo dài cả ngày mà chẳng bên nào giành lấy được bất kỳ ưu thế dứt khoát nào, mãi tới khi hoàng đế ra lệnh cho một phần cánh giữa quân mình rút về trại. Thế nhưng mệnh lệnh này bị cánh phải hiểu lầm, và Andronikos Doukas đang chỉ huy độ quân dự bị và là con trai của Caesar Ioannes Doukas, đã lợi dụng sự nhầm lẫn để phản bội Romanos. Tuyên bố rằng Romanos đã chết, ông ta liền dẫn 30.000 quân rời khỏi trận địa thay vì yểm trợ cho hoàng đế rút quân. Người Thổ bây giờ bắt đầu siết chặt lấy vòng vây quân Đông La Mã.
Khi Romanos phát hiện ra vụ việc, ông cố gắng khôi phục lại tình trạng này bằng cách giữ vững đội hình ngang ngạnh. Hoàng đế chiến đấu hết sức dũng cảm sau khi chiến mã yêu quý bị giết dưới chân mình, nhưng ông cũng bị trúng ngay vết thương ở tay khó lòng cầm kiếm nổi và chẳng mấy chốc bị quân Thổ nhào tới bắt làm tù binh. Theo một số sử gia Đông La Mã, gồm cả Ioannes Skylitzes, Arslan lúc đầu khó lòng tin nổi gã chiến binh đầy bụi bặm và áo quần rách rưới đứng ngay trước mặt mình chính là Hoàng đế La Mã. Kế đó ông bước xuống từ chỗ ngồi và đặt chân lên cổ Romanos. Sau màn lăng nhục sỉ vả xong xuôi, Arslan nâng Romanos đứng dậy và ra lệnh phải đối đãi với ông ấy như một vị vua. Kể từ đó vị Hồi vương này cư xử với Romanos rất mực tử tế, chẳng bao giờ nặng lời với ông trong suốt tám ngày trời Hoàng đế ở trong trại của mình. Rồi sau đó ông ta cho người thả Hoàng đế về nhằm đổi lấy hòa ước và  lời hứa về một khoản tiền chuộc khổng lồ. Lần đầu Alp Arslan đòi Romanos IV một khoản tiền chuộc 10.000.000 nomismata, nhưng về sau ông giảm bớt xuống còn 1.500.000 nomismata, kèm theo hơn 360.000 nomismata hàng năm.

## Chính biến cung đình
Đương lúc đấy, phe nhóm đối lập đang có mưu đồ chống lại Romanos IV nhân cơ hội này đã quyết định khởi sự. Trước tiên hai nhân vật chủ chốt trong bọn là Caesar Ioannes Doukas và Mikhael Psellos ép buộc Eudokia thoái ẩn tại một tu viện, rồi họ cố sức thuyết phục Mikhael VII tuyên bố phế truất Romanos IV trước bàn dân thiên hạ. Tiếp theo họ một mực từ chối tôn trọng thỏa thuận giữa Arslan và vị hoàng đế cũ. Romanos vừa về tới nơi, nhận được hung tin bèn cùng với gia tộc Doukas tập hợp quân lính đối phó với loạn đảng. Sau một hồi hỗn chiến giữa nhà Dokeia với Constantine và Andronikos Doukas cùng Romanos, rốt cuộc lực lượng dưới quyền Romanos đại bại, buộc ông phải rút quân về pháo đài Tyropoion, rồi kéo đến đóng tại Adana ở Cilicia. Bị binh sĩ của Andronikos truy đuổi ráo riết, lại thấy thời thế đã mất buộc ông phải đầu hàng trước toán quân đồn trú tại Adana chừng nào tính mạng của mình được đảm bảo. Trước khi rời khỏi pháo đài, Romanos còn lo thu thập tất cả số tiền có trong tay và gửi đến chỗ Sultan như là bằng chứng về lòng tin thành thực của mình, cùng với một thông điệp: "Lấy tư cách Hoàng đế, trẫm hứa với ngươi về số tiền chuộc một triệu rưỡi. Bị truất ngôi và sắp sửa ở dưới quyền kẻ khác, trẫm trao cho ngươi tất cả những gì trẫm có như là bằng chứng về lòng biết ơn của trẫm".
Andronikos đặt ra điều kiện sẽ tha mạng nếu cựu hoàng chịu từ bỏ quyền hành và thoái ẩn đi tu. Romanos đồng ý và triều đình chấp nhận thỏa thuận này tại Constantinopolis. Tuy nhiên, Ioannes Doukas đã không giữ lời hứa về thỏa thuận mà còn sai thủ hạ nhẫn tâm chọc mù mắt Romanos vào ngày 29 tháng 6 năm 1072, trước khi đày ông tới miền Prote ở vùng biển Marmara. Thiếu sự hỗ trợ y tế, vết thương của ông bị nhiễm trùng và sớm phải chịu đựng một cái chết đầy đau đớn kéo dài. Thêm một hành vi sỉ vả khác nữa là khi Romanos nhận được một bức thư do Michael Psellos gửi đến tỏ ý chúc mừng về việc mất đi đôi mắt của ông. Do vết thương tái phát ngày càng nặng, mãi sau cựu hoàng mới trút hơi thở cuối cùng, lúc đang cầu Chúa thứ tội, và hoàng hậu Eudokia được phép vinh danh hài cốt của ông bằng một đám tang trọng thể.

## Gia quyến
Romanos IV Diogenes có với người vợ đầu tiên, cô con gái vô danh của Alusian xứ Bulgaria, một đứa con trai:
- Konstantinos Diogenes, kết hôn với Theodora, em gái của Alexios I Komnenos.[36] Cuộc hôn nhân này do chính Anna Dalassena dàn xếp sau cái chết của Romanos IV,[37] chỉ trong một thời gian ngắn, khi Konstantinos thiệt mạng dưới chân thành Antiochia vào năm 1073 đang lúc phụng sự cùng người em rể Isaac Komnenos.[38]

Ông còn có với người vợ thứ hai, Hoàng hậu Eudokia Makrembolitissa, hai người con:
- Leon Diogenes – sinh năm 1069, và theo lời Anna Comnena được lập làm đồng hoàng đế trong suốt triều đại của cha mình.[39] Dưới thời vua Alexios I, ông được đưa vào cung đình giao cho nhiều chức vụ cấp cao khác nhau. Ông mất trong lúc tháp tùng Alexios chinh phạt người Pecheneg vào năm 1087.[8]
- Nikephoros Diogenes – sinh năm 1070.

### Tư liệu chính
- Anna Comnena, Alexiad
- Mikhael Psellos, Chronographia

### Tư liệu phụ
- Dumbarton Oaks (1973), Catalogue of the Byzantine Coins in the Dumbarton Oaks Collection and in the Whittemore Collection: Leo III to Nicephorus III, 717–1081, tr. 785
- Canduci, Alexander (2010), Triumph & Tragedy: The Rise and Fall of Rome's Immortal Emperors, Pier 9, ISBN 978-1-74196-598-8
- Cheynet, J.C.; Vannier, J.F. (2003), "Les Argyroi", Zbornik Radova Vizantološkog Instituta (bằng tiếng Pháp), quyển 40, tr. 57–90
- Finlay, George (1854), History of the Byzantine and Greek Empires from 1057–1453, quyển 2, William Blackwood & Sons
- Garland, Lynda (ngày 25 tháng 5 năm 2007), Anna Dalassena, Mother of Alexius I Comnenus (1081–1118), DIR
- Kazhdan, Alexander, biên tập (1991), Oxford Dictionary of Byzantium, Oxford University Press, ISBN 978-0-19-504652-6
- Norwich, John Julius (1993), Byzantium: The Apogee, Penguin, ISBN 0-14-011448-3
- Norwich, John Julius (1993b) [1992], Byzantium: The Apogee, Byzantium, quyển II
- Soloviev, A.V. (1935), "Les emblèmes héraldiques de Byzance et les Slaves", Seminarium Kondakovianum (bằng tiếng Pháp), 7: 119–164